# Regione di Karaganda
La regione di Karaganda (kazako, Қарағанды облысы, Karağandy oblysy; russo, Карагандинская область) è una regione del Kazakistan situata nella parte centrale del Paese. L'attuale territorio deriva dalla fusione dei territori delle precedenti unità amministrative, risalenti al periodo sovietico, di Karaganda e Zhezqazgan oltre a una porzione della ex regione di Akmol.

## Geografia fisica
La regione di Karaganda si trova nella parte centrale del Paese; confina con parecchie altre province, data la sua vastità geografica (è di gran lunga la regione kazaka più vasta):
- a nord, con le regioni di Qostanay, di Aqmola e di Pavlodar;
- a sud, con le regioni di Turkistan, di Qyzylorda, di Zhambyl e di Almaty;
- a ovest, con la regione di Aqtöbe;
- a est, con la regione del Kazakistan Orientale.

Il territorio regionale si estende per una buona parte sulle Alture del Kazakistan, digradando a sud verso la Betpak-Dala; tocca all'estremo sudest il lago Balqaš e all'estremo sudovest un lembo del bassopiano turanico.
Conformemente a tutto il territorio nazionale l'intera regione ha clima estremamente continentale; le temperature medie di gennaio variano da -14 °C nelle zone orientali (Karaganda, Balqaš) fino a -12 °C nel sudovest (Žezqazğan), quelle di luglio dai 25 °C del sudovest scendono fino a 20 °C nel nord.
La regione è pressoché spopolata; la scarsa popolazione si addensa nelle città, lasciando vuote le altre zone. Il capoluogo della regione è Karaganda, una delle maggiori città del Paese, fondata negli anni trenta dai colonizzatori russi; altre città abbastanza rilevanti sono Temirtau, nelle vicinanze di Karaganda, Zhezqazgan, ex capoluogo di regione, nel sudovest e Balqaš, sulle sponde del grande lago che prende il nome dall'insediamento.

## Distretti
La regione è suddivisa in 7 distretti (audan) e 9 città autonome (qalasy): Balqaš, Karaganda, Qarazhal, Priozer, Šakhtinsk, Saran, Satbayev, Temirtau e Zhezqazgan.
I distretti sono:
- Abaj
- Aqtoǧaj
- Būqar Zhyrau
- Nūra
- Osakarov
- Qarqaraly
- Šet